# IC 628
IC 628 ist eine Spiralgalaxie vom Hubble-Typ SABab im Sternbild Sextant südlich des Himmelsäquators. Sie ist schätzungsweise 378 Millionen Lichtjahre von der Milchstraße entfernt und hat einen Durchmesser von etwa 100.000 Lichtjahren. Gemeinsam mit PGC 31559 bildet sie ein gravitativ gebundenes Galaxienpaar.
Im selben Himmelsareal befinden sich u. a. die Galaxien NGC 3326 und IC 634.
Das Objekt wurde am 18. Mai 1892 vom französischen Astronomen Stéphane Javelle entdeckt.